# Llengua d'Alvèrnia
La Llengua d'Alvèrnia era una de les llengües en què es dividia l'Orde de Sant Joan de Jerusalem, juntament amb les llengües de Provença, França, Itàlia, Aragó, Espanya, Alemanya i Anglaterra.

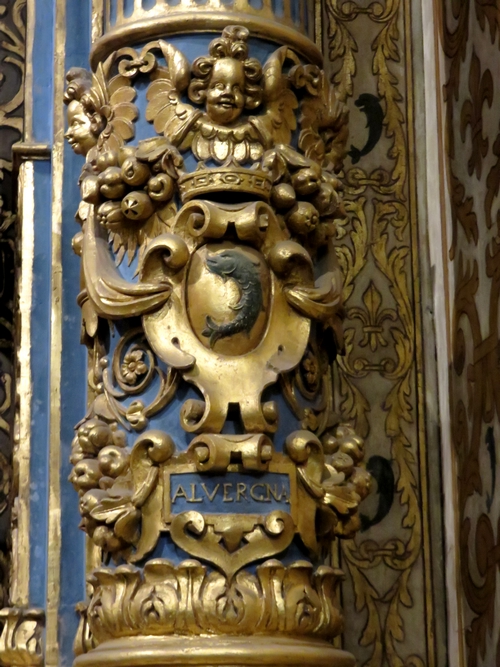
Blasó en un dels pilars de la capella de la Llengua d'Alvèrnia, Cocatedral de Sant Joan de la Valletta

## Història
La seu de la llengua d'Alvèrnia estava situada a Borgonnuòu a l'actual departament de la Cruesa (Llemosí), a l'antic comtat de la Marche. El 1750, la seu fou desplaçada a Lió. Formaven part de la llengua d'Alvèrnia els territoris de l'Alvèrnia, la Marche, el Velay, el Llemosí, Berry, Forez, Borbonès, el Lionès, el Beaujolais, el Buguey i la  Savoia.
El batlle conventual de la llengua d'Alvèrnia era el mariscal, comandant de l'exèrcit que defensava l'orde. El gran prior de la llengua d'Alvèrnia quedava automàticament investit amb la dignitat de mariscal (a vegades gran mariscal).

## Els grans priors
Alguns dels priors de la llengua d'Alvèrnia van arribar a ser Mestres de l'Hospital, com per exemple (entre parèntesis els anys de mestratge):
- Philibert de Naillac (1396-1421), primer fou membre de la llengua d'Alvèrnia i després de França.
- Jean de Lastic (1437-1454),
- Jacques de Milly (1454-1461),
- Pierre d'Aubusson (1476-1503),
- Guy de Blanchefort (1512-1513).
- Philippe Villiers de L'Isle-Adam (1521-1534)

## Possessions de la llengua d'Alvèrnia el 1293
Allier
- La Racherie, al municipi de Contigny.

Haute-Loire
- Temple de Vichèi (43).
- Chambot (43): actualment és un lloc destruït que pertanya al municipi de Saint-Ferréol-de-Cohade.
- Temple de Brioude (43).

Puy de Dôme
- Ségur (63), al districte de Montferrand.
- Temple de Paulhac
- Temple de Chanonat (63)

Isère
- Montfalcon (38), cantó de Roybon (Isère).

Cantal
- Comanda de Carlat
- Temple de Celles, al municipi de Celles,
- Temple Montfort, municipi d'Arches,
- Temple d'Ydes, municipi d'Ydes,
- Temple de Courtille, municipi de Vébret,
- Temple de Fournoulx, municipi de Fournoulès,
- Temple de Montchamp, al cantó de Saint-Flour,
- Hôpital Saint-Jean-de-Dône, municipi de Saint-Simon
- Hôpital Saint-Jean de Pierrefitte, municipi de Giou-de-Mamou,
- Temple de Pallihac, segurament a Paulhac.
- Dyana pot ser l'actual Dienne.
- Les Féniers (15), municipi de Condat, al cantó de Marcenais.
- Temple de Fraycinet (15).
- Saleissa, no conegut, potser Salers.
- Crux d'Alba, no conegut, potser el municipi de Saint-Cirque, al canton d'Aurillac.

### A més
Allier
- Le Mayet-d'École, cantó de Gannat ;
- Huvert, municipi de Liernolles ;
- Temple de La Marche (03) o Saint-Jean de Charroux (després de 1312 a Charroux) ;
- Temple de Palluet o Temple de Saint-Pourçain.
- Temple de Salles, municipi de Saint-Germain-de-Salles.